# Becilla de Valderaduey
Becilla de Valderaduey es una localidad y municipio español situado en la parte centro-norte de la comarca de la Tierra de Campos, en la provincia de Valladolid, comunidad autónoma de Castilla y León. Tiene una población de 218 habitantes (INE, 2021).

## Toponimia
El topónimo es considerado de origen vacceo. En este sentido, su origen se puede rastrear ya en el siglo IX antes de Cristo, con la mención al topónimo vaikella (Becilla) diminutivo de vaika, que significa vega, y que se documentará en distintas grafías a partir del siglo XI como Vezella, Veçella, Veciella, Viziela, Veçiella o Vecillella que concluyen en el actual Becilla de Valderaduey.

## Geografía
Está integrado en la comarca de Tierra de Campos, al norte de la provincia de Valladolid. Se sitúa a 69 kilómetros de la capital provincial por la carretera N-601, que atraviesa el municipio entre los pK 256 y 263. Por el término municipal también discurre la N-610, que une Benavente con Palencia. 
Limita con los siguientes municipios:
| Noroeste: Mayorga            | Norte: Mayorga                       | Noreste: Castroponce                          |
| Oeste: Urones de Castroponce |                                      | Este: Castroponce                             |
| Suroeste: Mayorga (exclave)  | Sur: Villavicencio de los Caballeros | Sureste: Villacid de Campos, Ceinos de Campos |

Su relieve es el propio de la Tierra de Campos, una amplia llanura interrumpida por algunas elevaciones, pequeños arroyos y el río Valderaduey, que cruza el territorio de norte a sur. El pueblo se alza a 730 metros sobre el nivel del mar, si bien la altura media del municipio es de unos 760 metros, siendo la altura máxima un cerro llamado Teso de San Miguel (785 m). 

## Demografía
Cuenta con una población de 200 habitantes (INE 2024).
| Gráfica de evolución demográfica de Becilla de Valderaduey entre 1842 y 2021 |
| |
| Población de derecho según los censos de población del INE Población de hecho según los censos de población del INEEn estos censos se denominaba Vecilla de Valderaduey: 1842 y 1857 |

## Economía
Economía fundamentalmente agrícola y ganadera.

## Símbolos
El escudo heráldico que representa al municipio fue aprobado oficialmente el 25 de septiembre de 1992 con el siguiente blasón:

«Escudo cortado: 1 partido: a) de oro, dos lobos de gules, b) de plata, un sotuer de gules; 2 de azul, un puente de oro sobre ondas. Va timbrado el escudo con la Corona Real Española.»
Boletín Oficial de Castilla y León n° 205 de 23 de octubre de 1992

## Patrimonio histórico-artístico
- Iglesia de La Asunción

Levantada en el siglo XVII con tapial y ladrillo. Dentro de ella hay un hostiario de finales del siglo XVI y una Cruz Parroquial de 1560.
- Iglesia de San Miguel

Realizada en el siglo XVI en estilo mudéjar. El templo sufrió diversas reformas en los siglos XVIII y XIX. Solamente se conserva el artesonado siendo visible las policromías.
- Puente y calzada romana

Declarados Bien de Interés Cultural en 1995. Esta calzada comunicaba Asturica Augusta (Astorga, León) con Cesar Augusta (Zaragoza).

## Fiestas
Sus fiestas patronales se celebran en torno al 15 de mayo, festividad de San Isidro Labrador.